# جبريل بيلو
جبريل بيلو (بالإنجليزية: Gabriel Bello)‏ هو عازف جاز أمريكي، ولد في 23 يونيو 1980 في لورانس في الولايات المتحدة.